# FCM Traiskirchen
Der FCM Flyeralarm Traiskirchen ist ein Fußballverein aus der Stadt Traiskirchen in Niederösterreich. Der Verein spielt seit der Saison 2016/17 in der dritthöchsten Leistungsstufe, der Regionalliga Ost. Zur Saison 2022/23 fusionierten die Traiskirchner mit dem FC Admira Wacker Mödling II und bilden seither das Farmteam des Bundesligisten FC Admira Wacker Mödling.

## Geschichte
Der FCM Traiskirchen wurde 2007 durch den Zusammenschluss des FC Möllersdorf und von Arkadia Traiskirchen gegründet. Zu Anfang wurde der Verein FCM Arkadia Traiskirchen genannt.
In der Debütsaison spielte der Verein in der sechstklassigen Gebietsliga Süd/Südost. In der Saison 2011/12 wurde man schließlich Meister jener Liga und konnte somit in die 2. Landesliga Ost aufsteigen. In der Saison 2014/15 wurde man zwei Punkte vor den Amateuren des SC Wiener Neustadt Meister der 2. Landesliga Ost und spielte somit in der folgenden Saison in der Landesliga Niederösterreich. 2015 wurde die Firma TQS Hauptsponsor der Traiskirchner und der Verein trägt seither den Namen FCM TQS Traiskirchen. In der Debütsaison in der vierthöchsten Spielklasse belegte man den achten Platz und hätte somit eigentlich den Durchmarsch in die Regionalliga Ost verpasst. Man übernahm jedoch den Startplatz des 1. SC Sollenau und war somit für die Saison 2016/17 in der Regionalliga startberechtigt. Die Sollenauer übernahmen den Startplatz ihrer Zweitmannschaft in der siebtklassigen 1. Klasse Süd.
In der Saison 2016/17 nahm man zudem am ÖFB-Cup teil, wo man in der ersten Runde am Zweitligisten SV Horn scheiterte. Im April 2022 wurde beschlossen, dass Traiskirchen zur Saison 2022/23 mit dem Ligakonkurrenten FC Admira Wacker Mödling II zum FCM Flyeralarm Traiskirchen fusionieren und somit dann die Reserve des FC Admira Wacker Mödling bilden wird.
Seit der Saison 2021/22 besteht unter dem Namen „FSG Traiskirchen“ eine Spielgemeinschaft mit der Damen-Mannschaft aus Traiskirchen (ehemals FFCM Traiskirchen), die in der AK Niederösterreich Frauen Landesliga antritt.